# 蓬特杜拉
蓬特杜拉，是西班牙卡斯蒂利亚-莱昂布尔戈斯省的一个市镇。总面积16平方公里，总人口131人（2001年），人口密度8人/平方公里。